# Nicolas Benezet
Nicolas Benezet (* 24. Februar 1991 in Montpellier) ist ein französischer Fußballspieler. Es spielt, nach drei Jahren in der nordamerikanischen Major League Soccer, seit 2022 wieder für Olympique Nîmes.

## Vereinskarriere
Benezet begann das Fußballspielen in seiner Heimatstadt Montpellier, wo er sich im Kindesalter der Jugend des lokalen Profivereins HSC Montpellier anschloss. Von dort aus wechselte er 2004 zu den Junioren des nahegelegenen Konkurrenten Olympique Nîmes.  Bei Nîmes wurde er mit 19 Jahren erstmals in die Zweitligamannschaft berufen und gab bei einem 0:0-Remis ebenjener gegen den FC Istres am 15. Oktober 2010 sein Profidebüt, wobei er in der 59. Minute eingewechselt wurde; fortan kam er zunächst zu regelmäßigen Einwechslungen, bevor er im weiteren Saisonverlauf zum Stammspieler avancierte. Auch wenn er am Ende der Spielzeit 2010/11 den Abstieg in die dritte Liga hinnehmen musste, wurde er gleichzeitig mit einem Vertrag der ersten Mannschaft ausgestattet. In der Drittklassigkeit konnte er seine Position als Leistungsträger behaupten und hatte auf diesem Wege Anteil am direkten Wiederaufstieg 2012. 
Mit neun Toren in der Saison 2012/13 hielt der Mittelfeldakteur den Aufsteiger in der oberen Tabellenhälfte und weckte zugleich das Interesse mehrerer Erstligaklubs; zu den Interessenten zählten unter anderem Girondins Bordeaux, OGC Nizza, SC Bastia sowie sein Heimatverein HSC Montpellier. Der Zuschlag für einen Wechsel in der Sommerpause 2013 ging allerdings an den FC Évian Thonon Gaillard, der in der Vorsaison gegen den Abstieg aus der obersten Spielklasse gekämpfte hatte; dafür wurde eine Ablösesumme in Höhe von anderthalb Millionen Euro fällig. Bei Évian war er anschließend meist Bestandteil der Startelf, auch wenn er kein völlig unumstrittener Stammspieler war.
Am 2. Februar 2015 wurde Benezet im Rahmen eines Transfertausches mit Mathieu Duhamel an den Erstligarivalen SM Caen ausgeliehen. Mit diesem erreichte er am nachfolgenden Saisonende den Klassenerhalt, während Évian in die zweithöchste Spielklasse abstieg. Dies betraf ihn persönlich jedoch nicht, da er im Vorfeld der Saison 2015/16 zum Erstligisten EA Guingamp in die westfranzösische Bretagne wechselte. Dies brachte Évian eine auf 1,2 Millionen Euro bezifferte Ablösesumme ein.

## Nationalmannschaft
Während der Vorbereitungsphase auf die U-20-WM 2011 stand Benezet im Aufgebot der französischen U-20-Auswahl, für die er am 2. Juni 2011 debütierte, als er beim 4:1-Erfolg gegen Mexiko in der 67. Minute ins Spiel kam. Zwar bestritt er zwei weitere Spiele, doch schaffte er nicht den Sprung in den endgültigen Kader und wurde danach kein weiteres Mal in eine französische Jugendelf berufen.